# Ernst Loof
Ernst Loof (Neindorf, 4 juli 1907 – Bonn, 3 maart 1956) was een Formule 1-coureur uit Duitsland. Hij reed de Grand Prix van Duitsland in 1953 voor het team Veritas, maar viel uit en scoorde geen punten. Normaal gesproken zou dit niet noemenswaardig zijn, ware het niet dat Loof met zijn uitvalbeurt de kortste Formule 1 carrière ooit had. Loof legde door een probleem met de brandstofpomp slechts twee meter af in de grote prijs van zijn thuisland. Doordat het de enige race was waarin Loof meedeed, schreef hij met zijn enige deelname aan de Formule 1 meteen geschiedenis. Niet veel jaren later stierf Loof. Hij overleed aan een hersentumor. Ernst Loof is 48 jaar geworden. 